# Manehas (peuple)
Pour les articles homonymes, voir Manehas.
Les Manehas sont une population vivant au sud du Cameroun, dans la région du Littoral, particulièrement dans le département du Moungo et notamment dans l'arrondissement de Manjo.

## Langue
Ils parlent le manehas, un dialecte du bakaka, une langue bantoue.